# The Electric Light Orchestra
The Electric Light Orchestra è l'LP di debutto degli Electric Light Orchestra, pubblicato nel dicembre 1971. Negli Stati Uniti è uscito tre mesi dopo con il titolo di No Answer a causa di un fraintendimento.

## Primo movimento
Il disco è focalizzato sul nucleo della band, e cioè Roy Wood, Jeff Lynne, e Bev Bevan che erano i rimanenti del gruppo rock The Move. I Move stavano ancora commercializzando singoli in Gran Bretagna quando si iniziò il progetto di questo LP, ma l'obiettivo era quello di metterlo alla base di un nuovo complesso. Il sonoro di questa registrazione è unico in confronto ai molti album arrangiati negli anni seguenti da Jeff Lynne, incorporando molti strumenti a fiato e rimpiazzando parti dedicate a chitarre con pesanti violoncelli, e dando alla registrazione una sensazione di "Rock barocco" ("Baroque-and-roll"); sicuramente, "The Battle Of Marston Moor" è la traccia con la maggior influenza barocca. In questo brano, Roy Wood, oltre a suonare praticamente tutti gli strumenti, ha dovuto provvedere anche alla batteria come meglio poteva perché Bev Bevan, il batterista del quartetto, si rifiutò di suonare a causa della sua scarsa opinione del brano. In ogni caso, l'impressione che il disco avesse un collegamento con i Beatles (i membri della band avevano infatti dichiarato che la ELO era stata formata per "riprendere da dove i Beatles avevano lasciato") era alquanto apparente in questo album; pezzi come "10538 Overture" e "Mr.Radio" erano stati fortemente influenzati da brani simili come "I Am Walrus" e "Strawberry Fields Forever". Nonostante la natura sperimentale dell'album, (o forse a causa di esso) entrò in classifica su tutte e due le sponde dell'Atlantico. Il migliore piazzamento della "10538 Overture" fu l'ingresso nella Top Ten della Chart inglese. L'LP originale fu mixato in Quadrophonic sound ma fu distribuito in questo formato solo in Sud America. Molti dei brani registrati in quel modo apparvero successivamente in un doppio CD intitolato "Early ELO, 1971 - 1974". L'originale copertina dell'album fu creata dagli Hipgnosis e le fotografie della band sul retro della stessa, vestita con costumi del periodo settecentesco, furono fatte alla Banqueting House a Whitehall, secondo l'enfasi e lo stile dell'Inghilterra degli Stuart riflessa nelle registrazioni. "Mr. Radio" venne destinato come il secondo singolo dall'album, ma in seguito fu ritirato. La versione del singolo modificata fece la sua prima apparizione nella compilation del 2005 "Harvest Showdown". Il concerto di riunione degli Stone Temple Pilots cominciò con un campione di Manhattan Rumble, da questo album.

### Posizioni in classifica
- USA:  #196 Billboard 200, 2 settimane
- UK:  #32 UK Albums Chart, 4 settimane
- AUS: #54 ARIA Album Charts, 1 settimana
- CAN: non classificato

## Tracce

### Lato A
1. 10538 Overture (Lynne) – 5:32
2. Look at Me Now (Wood) – 3:17
3. Nellie Takes Her Bow (Lynne) – 5:59
4. The Battle of Marston Moor (July 2nd 1644) (Wood) – 6:03

### Lato B
1. First Movement (Jumping Biz) (Wood) – 3:00
2. Mr. Radio (Lynne) – 5:04
3. Manhattan Rumble (49th Street Massacre) (Lynne) – 4:22
4. Queen of the Hours (Lynne) – 3:22
5. Whisper in The Night (Wood) – 4:50

### Bonus tracks (rimasterizzazione USA del 2006)
1. Battle of Marston Moor (Wood) – 1:00
2. Nellie Takes Her Bow (Lynne) – 6:02
3. Mr. Radio (Lynne) – 5:19
4. 10538 Overture (Lynne) – 5:46

## Formazione

### Formazione ufficiale
- Roy Wood: chitarre, basso, violoncello, oboe, fagotto, clarinetto, percussioni, strumenti a fiato; Krumhorn, voce.
- Jeff Lynne: chitarre, basso, pianoforte, tastiera, voce.
- Bev Bevan: batteria, percussioni, voce.
- Steve Woolam: violino.

### Altri musicisti
- Bill Hunt: corno francese, corno da caccia
- Rick Price: basso in alcuni brani originali.